# Rue Dosne
Koordinaten: 48° 52′ N, 2° 17′ O
Die Rue Dosne ist eine 189 Meter lange und 7,8 Meter breite geschlossene Privatstraße im Quartier de la Porte-Dauphine des 16. Arrondissements von Paris.

## Lage
Sie beginnt bei Nummer 159 der Rue de la Pompe und endet bei Nummer 25 der Avenue Bugeaud.

## Namensursprung

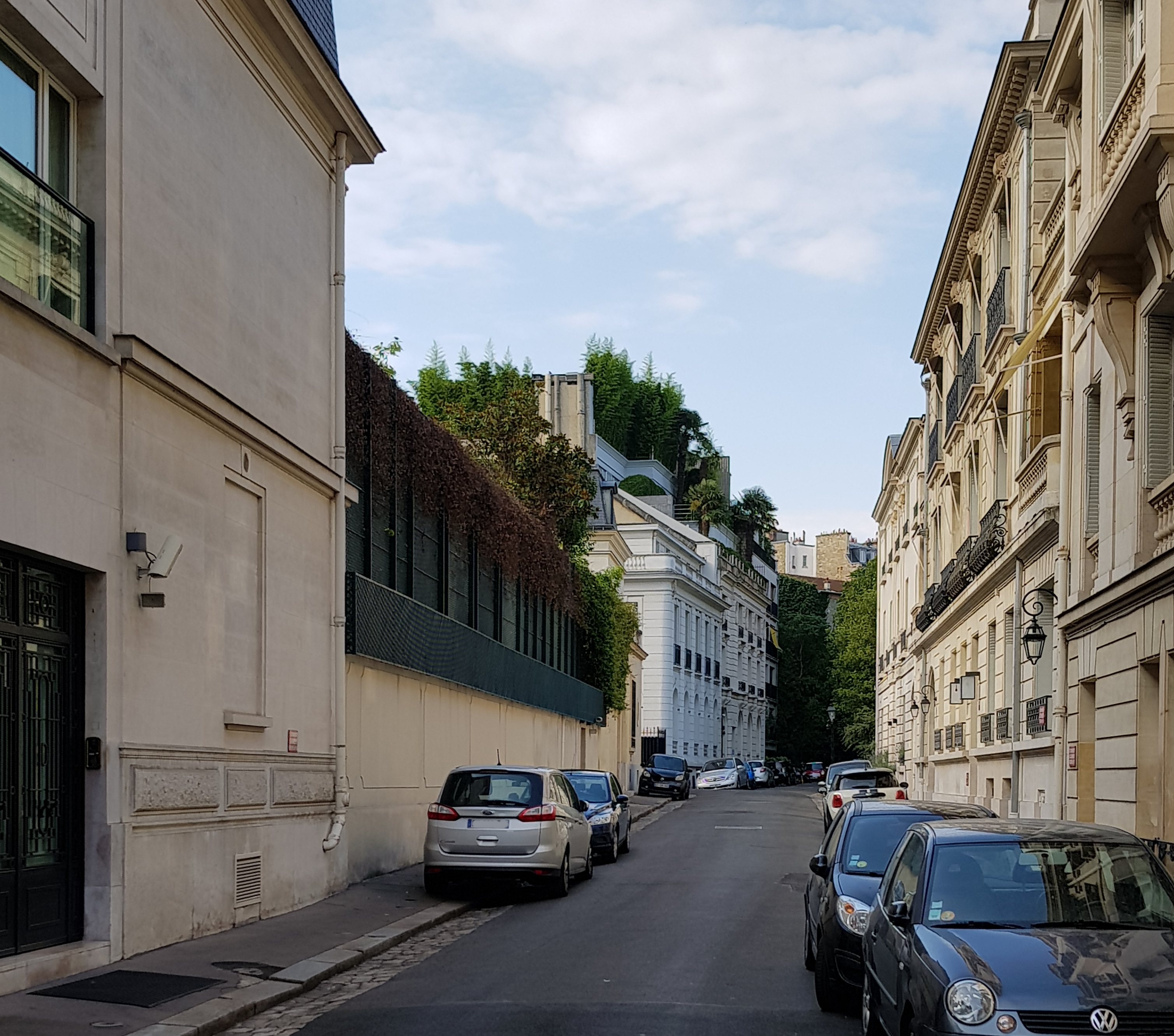

Die 1827 eröffnete Straße ist benannt nach der Familie, der das Grundstück an der Avenue Bugeaud gehörte, bevor die heutige Privatstraße angelegt wurde. In ihrem Testament hat Mlle Félicie Dosne gewünscht, dass mit ihrem Vermögen ein Altenheim für alte Damen oder Offizierswitwen geschaffen werde. Die Fondation Dosne trägt den Namen «Retraite Dosne» und befindet sich im Haus Nr. 5 Ter der Straße.

## Geschichte
Die Straße wurde unter dem heutigen Namen 1827 eröffnet.

## Sehenswürdigkeiten
Unter Nummer 11 lebte die Komponistin Armande de Polignac, Comtesse de Chabanne (1876–1962).